# Entoloma pallens
Entoloma pallens (Maire) Arnolds – gatunek grzybów z rodziny dzwonkówkowatych (Entolomataceae).

## Systematyka i nazewnictwo
Pozycja w klasyfikacji według Index Fungorum: Entoloma, Entolomataceae, Agaricales, Agaricomycetidae, Agaricomycetes, Agaricomycotina, Basidiomycota, Fungi.
Po raz pierwszy gatunek ten opisał w 1937 r. René Charles Maire, nadając mu nazwę Eccilia pallens. Obecną nazwę nadał mu Eef Arnolds w 1982 r. Synonimy:
- Eccilia pallens Maire 1937
- Paraleptonia pallens (Maire) P.D. Orton 1991
- Rhodophyllus pallens (Maire) J. Favre 1941[2].

## Morfologia
Kapelusz
Średnica 15–33 mm, początkowo płasko-wypukły, później rozszerzający się z zagłębionym środkiem, niehigrofaniczny. Powierzchnia bladożółta lub szaraworóżowa z nieco ciemniejszymi koncentrycznymi strefami, zazwyczaj promieniście włókienkowata do lekko łuskowatej wokół środka.
Blaszki
Od 20 do 25, l = 1–3, do 3 mm grubości, dość rzadkie, zbiegające na trzon, grube, łukowate lub brzuchate, czasem tworzące anastomozy, początkowo białe, potem łososiowe.
Trzon
Wysokość 14–825 mm, grubość 2–4 mm, cylindryczny. Powierzchnia biała lub blado ochrowa, lekko prążkowana wzdłużnie, u nasady z biała grzybnią.
Miąższ
W kapeluszu bardzo cienki, tej samej barwy co skórka, w trzonie dość kruchy, tej samej barwy co powierzchnia. Zapach silnie mączny, smak mocno mączno-zjełczały.
Cechy mikroskopowe
Podstawki 27–135 × 10–15 µm, zazwyczaj 4-zarodnikowe, rzadko 2-zarodnikowe, bez sprzążek. Zarodniki 8,5–11,5 × 7–9 µm, Q = 1,15–1,4, szeroko elipsoidalne, w widoku z boku 6–8–kątne. Krawędź blaszek płodna. Brak cystyd. Strzępki skórki cylindryczne o szerokości 2–9 µm. Pigment bardzo blady, prawie niewidoczny, wewnątrzkomórkowy. Brak sprzążek.

## Występowanie i siedlisko
Podano występowanie Entoloma pallens tylko w niektórych krajach Europy. Jest bardzo rzadki. Brak go w wykazie wielkoowocnikowych grzybów podstawkowych Polski Władysława Wojewody z 2003 r. Po raz pierwszy w Polsce jego stanowiska podała Anna Bujakiewicz w 2004 r.
Grzyb naziemny występujący na żyznych glebach na trawiastych terenach.